# Don Gray
Donald William Gray, detto Don (Windsor, 4 gennaio 1916 – Leamington, 20 maggio 1986), è stato un cestista canadese.

## Carriera
Ha fatto parte della nazionale di pallacanestro del Canada che ha conquistato la medaglia d'argento alle Olimpiadi di Berlino 1936, ma non ha giocato alcuna partita e il suo nome non figura tra i premiati.
Nel periodo delle Olimpiadi, giocava con i Windsor Ford V-8's.